# Diversidad sexual en Guyana
Las personas del colectivo LGBTI+ en Guyana se enfrentan a ciertos desafíos legales y sociales no experimentados por otros residentes. Guyana es el único país de la América Continental donde las relaciones sexuales consensuales entre hombres aun son ilegales, encontrándose penalizada por la ley, no así el lesbianismo, que sí se encuentra permitido. Desde el 10 de agosto de 2016, cuando Belice derogó sus leyes de sodomía, Guyana pasó a ser el único país de América continental en penalizar la homosexualidad masculina.

## Legislación y derechos
De acuerdo con la Ley Penal de Guyana:

Sección 352. Cualquier varón que, en público o en privado, cometa, o sea parte de la comisión, o procure o intente procurar la comisión, por una persona de sexo masculino, de cualquier acto de grave indecencia con cualquier otra persona de sexo masculino será culpable de un delito menor y sancionado con dos años de prisión.

Sección 353. Toda persona que:
  (a) intente de cometer sodomía; o
  (b) ataque a cualquier persona con la intención de cometer sodomía; o
  (c) de ser un varón, ataque indecentemente a cualquier otra persona de sexo masculino,
será culpable de delito grave y sancionado con diez años de prisión.
Sección 354. Todo el que cometa sodomía [...] será culpable de grave delito y sancionado con prisión de por vida.
Sección 355. Toda persona que-
  (a) hace cualquier acto indecente en cualquier lugar al que el público tiene o está permitido que tenga acceso; o
  (b) hace cualquier acto indecente en cualquier lugar, con la intención de insultar u ofender a cualquier persona,

será culpable de un delito menor y sancionado con prisión de dos años.

La ley no define específicamente "sodomía", "indecencia grave" o "indecente".

### Esfuerzo por la despenalización
El gobierno de Guyana anunció en abril de 2012 que iba a lanzar un debate nacional sobre la conveniencia de revisar las leyes del país sobre la discriminación hacia las personas LGBTI. Los grupos religiosos expresaron su oposición a cualquier cambio en esas leyes.
En 2013, el Gobierno creó una Comisión Parlamentaria para decidir si descarta las leyes de sodomía del país.

### Asociaciones
Existe una asociación en el país que desde 2003 lucha por los derechos de la comunidad LGBTI, la Society Against Sexual Orientation Discrimination (SASOD).

## Condiciones sociales

### Sociedad
Aunque la sociedad guyanesa no sea especialmente abierta hacia la homosexualidad o la transexualidad, el debate y la mejora de los derechos del colectivo LGBTI en el plano internacional, especialmente en la Commonwealth, ha provocado que se haya abierto el debate y que personajes públicos del país hayan salido del armario.

### Transexualidad
En 2010, seis mujeres transexuales fueron detenidas por no vestir de acuerdo a su sexo legal, tras lo que solicitaron a la Corte Suprema que acabara con la prohibición de vestir con de acuerdo a la identidad sexual individual. En 2013 la Corte dictaminó que el travestismo no constituía delito.

### Opinión pública
La población de Guyana es muy heterogénea, incluyendo cristianos de distintas confesiones, hindúes y musulmanes, lo que constituye un panorama complejo en cuanto a derechos de la homosexualidad. Varios estudios arrojan un apoyo moderado hacia las personas homosexuales, bisexuales y transgénero en Guyana, llegando a haber un 12% de la población a favor de la legalización del matrimonio igualitario.